# Harvey Gilmour
Harvey Gilmour (sinh ngày 15 tháng 12 năm 1998) là một cầu thủ bóng đá người Anh thi đấu cho Tranmere Rovers, cho mượn từ Sheffield United, ở vị trí tiền vệ. Anh ra mắt English Football League ngày 11 tháng 8 năm 2018.